# Іван Іванович Молодий
Іван Іванович Молодий (15 лютого 1458 — 7 березня 1490) — удільний тверський князь, син і спадкоємець великого князя Московського Івана III Васильовича і його першої дружини Марії Борисівни, дочки великого князя тверського Бориса Олександровича і сестри правлячого в Твері Михайла Борисовича. Як племінник Михайла Борисовича, який не мав синів, претендував на успадкування Великого князівства Тверського.

## Біографія
Народився 15 лютого 1458 року. Небесним покровителем княжича став Іоанн Предтеча — з нагоди його народження батько збудував кам'яну церкву Іоанна Предтечі «на Бору».
У 1468 році супроводжував Івана III у походах на Казанське ханство.
З 1477 — співправитель батька (Г. В. Вернадський вказує 1470). Монети на той час карбувалися з іменами обох московських правителів.

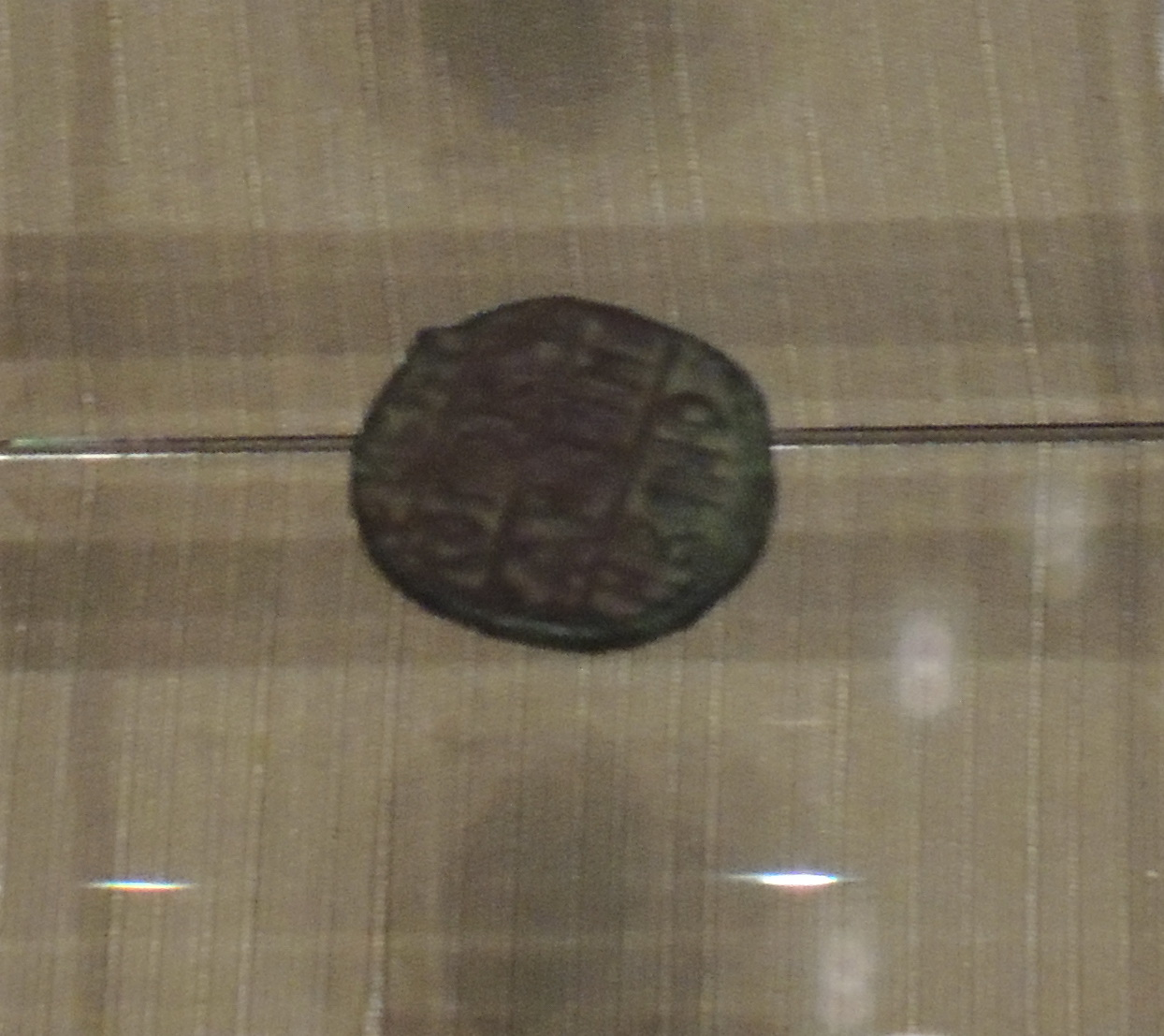
Пуло, Твер, 1485-90. На звороті мідного пуло викарбувано ім'я старшого сина Івана III як «Великий князь Іван Іванович».

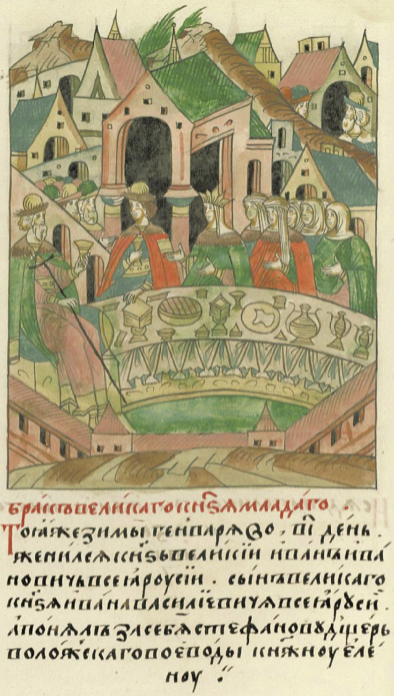
Одруження Івана Молодого з Оленою Стефанівною

У 1472 і 1477 роках під час походу батька на Великий Новгород керував Москвою.
Разом з дядьком Андрієм Васильовичем Меншим був одним із керівників московського війська під час Стояння на річці Угрі в 1480 .
У 1483 році Іван Молодий одружився з дочкою молдавського господаря Стефана III Великого Оленою, яку в Московії прозвали «Волошанкою», що сприяло зміцненню військово-політичного союзу з Молдавським князівством. У тому ж році народився їхній син Дмитро Іванович Внук.
Іван Іванович разом з батьком ходив у похід на Твер і після її приєднання до Москви в 1485, після вигнання його дядька по матері Михайла Борисовича, який шукав союзу з поляками, став князем тверським. На честь князювання Івана Молодого в Твері була випущена монета, що зображувала його рубаючим хвіст змії, що втілювала зраду Михайла Борисовича.
У 1490 році князь захворів на «ломоту в ногах». З Венеції був викликаний лікар Лебі Жидовін, але і він не зміг визначити причини хвороби, від якої Іван Молодий помер 7 березня 1490 року. Лікаря стратили за наказом Івана III за невдале лікування. Існує гіпотеза про отруєння Івана Молодого слугами Софії Палеолога, проте вона не підтверджена документально .
Єдиний син Івана Молодого, Дмитро Іванович Внук, був вінчаний на царство дідом Іваном III в 1498 році, але в 1502 році впав в опалу і помер в 1509 році в ув'язненні, вже в правління свого дядька Василя III.

### Сім'я
- Дружина — з 1483 року Олена Стефанівна (Волошанка), дочка господаря молдавського Стефана Великого .
- Діти:
  - Дмитро Іванович Внук (10 жовтня 1483 — 14 лютого 1509)
  - Іван Іванович (15 лютого 1485[5] — ?), помер у дитинстві

## Кіновтілення
- Телесеріал «Софія» — Ілля Ільїних